# Gregory Rousseau
Gregory Rousseau (Coconut Creek, 5 aprile 2000) è un giocatore di football americano statunitense che milita nel ruolo di defensive end per i Buffalo Bills della National Football League (NFL).

## Carriera universitaria
Rosseau a Miami nel 2018 disputò due partite prima di infortunarsi alla caviglia e concludere l'annata. L'anno seguente iniziò come riserva ma divenne titolare nel prosieguo della stagione. A fine anno fu nominato rookie dell'anno della Atlantic Coast Conference dopo avere fatto registrare 15,5 sack, secondo a livello nazionale dietro ai 16,5 di Chase Young di Ohio State. Nel 2020 decise di non scendere in campo per timori legati alla pandemia di COVID-19.

## Carriera professionistica

### Buffalo Bills
Rousseau fu scelto come 30º assoluto nel Draft NFL 2021 dai Buffalo Bills. Debuttò come professionista partendo come titolare nella gara del primo turno contro i Pittsburgh Steelers mettendo a segno due placcaggi. Nel quinto turno fu premiato come miglior difensore della AFC della settimana dopo avere fatto registrare 5 tackle, un sack e un intercetto nella vittoria sui Kansas City Chiefs. La sua stagione si concluse con 43 placcaggi e 4 sack, disputando tutte le 17 partite come titolare.
Nel primo turno della stagione 2024 Rousseau fu premiato per la seconda volta come miglior difensore della AFC della settimana dopo avere fatto registrare 6 placcaggi, 3 sack e un fumble forzato nella vittoria sugli Arizona Cardinals.
L'8 marzo 2025 Rousseau firmò un nuovo contratto quadriennale del valore di 80 milioni di dollari.

## Palmarès
- Difensore della AFC della settimana: 2

5ª del 2021, 1ª del 2024